# Expensive Shit
Albums de Fela Kuti
Excuse O
(1975) He Miss Road
(1975)
Expensive Shit est le douzième album du compositeur, chef d'orchestre et multi-instrumentiste nigérian Fela Kuti.

## Titres
Tous les titres ont été composés par Fela Kuti.
| No | Titre              | Durée |
| -- | ------------------ | ----- |
| 1. | Expensive Shit     | 13:13 |
| 2. | Water No Get Enemy | 11:00 |